# 朱鷺たたら
朱鷺たたら（とき - ）は、日本の篠笛奏者。京都出身。篠笛の独奏楽器としての可能性を追求し、現代の人々の心にどう響かすかをテーマに作曲・演奏活動を行っている。

## 主な出演
- 1997年 兵庫県白毫寺で初リサイタルを開催。
- 1997年-1998年 NHKデジタル衛星ハイビジョン作品、創作舞踊「蜘蛛」の音楽で能管を担当（菅野由弘作曲・池畑慎之介他出演、1998年10月放送）
- 1998年 モエ・エ・シャンドン「ドン・ペリニヨン&日本懐石の饗宴」に招かれフランス・シャンパーニュ地方の迎賓館にて演奏。
- 2000年 NHK教育テレビジョン「今夜もあなたのパートナー」に出演。
- 2002年 TBSテレビ企画ミュージカル「RUMBOO」に参加。ヒップホップ・ミュージックと邦楽器とのコラボレーションに挑む。
- 2003年 NHK大河ドラマ作品公開録画コンサートに出演。仙台フィルハーモニー（指揮・外山雄三）と共演。
- 2003年-2008年 NHK-FM放送「KABUKI TUNE」EDテーマでオリジナル曲「夕夏里」が使用される。
- 2006年 打ち水大作戦「ヒートアイランド対策」の公式テーマ曲、打ち水音頭2006に参加。

## 作品

### オリジナルCD
- 「彼は誰れ」(Bamboo)
- 「ひゃらり」(Medium label)
- 「遊楽」(Bamboo)
- 「篠笛カラオケ道場Ⅰ」(Bamboo)
- 「篠笛カラオケ道場Ⅱ」(Bamboo)
- 「collection」(Bamboo)
- 「笛吹囃子」(Bamboo)

### 参加CD
- 「ぽう」(PAW music)
- 「葵」(HCO music)

### 教則本
- 「音符で学ぶ　やさしい篠笛教本」(atn)
- 「篠笛のお稽古[入門編]」(Bamboo)
- 「和太鼓＆横笛アンサンブル曲集」(atn)